# Sferometar
Sferometar je mjerni instrument za mjerenje zakrivljenosti leća. Sferometrom se mogu mjeriti i debljine tankih pločica. Sastoji se od jednog tronošca čije noge stavljamo na jednu ravnu staklenu ploču, kad mjerimo debljine raznih pločica, ili na zakrivljenu plohu čiji polumjer treba da odredimo. Vrhovi nogu nalaze se na međusobno jednakim razmacima. Kroz sredinu tronošca prolazi vijak koji na donjem dijelu ima zašiljen vrh, dok na gornjem kraju je učvršćena kružna ploča koja je podijeljena je jednake dijelove, obično ima 100 ili 500 podjela. Na jednoj nozi tronošca nalazi se ravnalo s milimetarskom podjelom, čiji najmanji razmak iznosi 0,5 mm. Ako kružnu ploču okrenemo za 360°, a podjela na njoj je 100 dijelova, onda se vrh vijka pomjeri za jednu podjelu na ravnalu, to jest za 0,5 mm; a ako ploču okrenemo samo za jednu podjelu na njoj, onda se vrh vijka pomjeri za 0,5 : 100 = 0,005 mm ili 5 μm.
Ako treba odrediti zakrivljenost neke kugle, onda sferometar stavljamo na nju tako da je dodiruju sve tri njegove noge i vrh vijka. Razlika između očitanih podjela na mjerilu i nulte točke daje visinu h kalote kugle (dio kugline plohe ili sfere). Ako je a poznato rastojanje između bilo koja dva vrha nogu sferometra, a h se odredi mjerenjem pomoću sferometra, onda polumjer R zakrivljenosti kugle (ili bilo koje zakrivljene plohe) iznosi:
{\displaystyle R={\frac {a^{2}+3\cdot h^{2}}{6\cdot h}}\ }
Ova se jednakost može pisati i kao:
{\displaystyle R=(h/2)+(a^{2}/6h)}